# Yaghul Yuhargib
Yaghul Yuhargib fou rei de Qataban vers el final del segle i dC.
És esmentat en una inscripció sense títol ni filiació i, per tant, no se sap quina relació tenia amb Yada`'ab Yanuf Yuhan`im, que podria ser el seu antecessor i en tal cas possiblement el pare. La dinastia va acabar amb aquest rei. El va succeir Shahr Hilal Yuhaqbid.